# Feneu

Feneu este o comună în departamentul Maine-et-Loire, Franța. În 2009 avea o populație de 2,168 de locuitori.